# 2010 في جمهورية الدومينيكان
فيما يلي قوائم الأحداث التي وقعت خلال عام 2010 في جمهورية الدومينيكان.

## أحداث
- 1 أكتوبر – تفشي الكوليرا في هايتي 2010

## موسيقى

### أغاني
من الأغاني التي صدرت هذه السنة في جمهورية الدومينيكان:
- 1 سبتمبر – لوكا من غناء El Cata [الإنجليزية]‏.

## وفيات

### ديسمبر
- 26 ديسمبر – سلفادور خورخي بلانكو (مواليد 1926) سياسي من جمهورية الدومينيكان.[1]